# Onesia subalpina
Onesia subalpina är en tvåvingeart som beskrevs av Hiromu Kurahashi 1964. Onesia subalpina ingår i släktet Onesia och familjen spyflugor. Inga underarter finns listade i Catalogue of Life.